# Aleiodes boreoasiaticus
Aleiodes boreoasiaticus är en stekelart som beskrevs av Sergey A. Belokobylskij 2000. Aleiodes boreoasiaticus ingår i släktet Aleiodes och familjen bracksteklar. Inga underarter finns listade i Catalogue of Life.